# Djurgårdens Idrottsförening Fotboll 2021
Questa voce raccoglie le informazioni riguardanti il Djurgårdens Idrottsförening Fotboll, meglio conosciuto come Djurgårdens IF o semplicemente Djurgården, nelle competizioni ufficiali della stagione 2021.

## Maglie e sponsor
Lo sponsor tecnico resta nuovamente Adidas, così come il main sponsor è ancora Prioritet Finans.

La prima maglia è la stessa dell'anno precedente, viene modificato solo lo stile dei pantaloncini e il colore dei calzettoni, che passa da azzurro a blu. Il kit da trasferta rimane rosso, ma quest'anno presenta sottili linee verticali blu. Il terzo kit è realizzato sulla base dello stesso stile del secondo, ma è di colore azzurro.
| Casa | Trasferta | Terza divisa |

## Rosa
| N. |                                 | Ruolo | Calciatore        |
| -- | ------------------------------- | ----- | ----------------- |
| 2  | Svezia (bandiera)               | D     | Jesper Nyholm     |
| 3  | Svezia (bandiera)               | D     | Hjalmar Ekdal     |
| 4  | Svezia (bandiera)               | D     | Jacob Une Larsson |
| 5  | Svezia (bandiera)               | D     | Elliot Käck       |
| 6  | Finlandia (bandiera)            | C     | Rasmus Schüller   |
| 7  | Svezia (bandiera)               | C     | Magnus Eriksson   |
| 8  | Svezia (bandiera)               | C     | Elias Andersson   |
| 9  | Bosnia ed Erzegovina (bandiera) | C     | Haris Radetinac   |
| 10 | Svezia (bandiera)               | A     | Joel Asoro        |
| 11 | Albania (bandiera)              | C     | Albion Ademi      |
| 12 | Zambia (bandiera)               | C     | Emmanuel Banda    |
| 13 | Svezia (bandiera)               | C     | Hampus Finndell   |

| N. |                        | Ruolo | Calciatore               |
| -- | ---------------------- | ----- | ------------------------ |
| 14 | Zambia (bandiera)      | C     | Edward Chilufya          |
| 15 | Russia (bandiera)      | P     | Aleksandr Vasjutin       |
| 16 | Svezia (bandiera)      | D     | Jesper Löfgren           |
| 17 | Svezia (bandiera)      | A     | Kalle Holmberg           |
| 19 | Svezia (bandiera)      | C     | Nicklas Bärkroth         |
| 20 | Svezia (bandiera)      | A     | Emir Kujović             |
| 21 | Svezia (bandiera)      | D     | Erik Berg                |
| 22 | Norvegia (bandiera)    | D     | Leo Cornic               |
| 23 | Norvegia (bandiera)    | D     | Aslak Fonn Witry         |
| 24 | Inghilterra (bandiera) | C     | Curtis Edwards           |
| 30 | Svezia (bandiera)      | P     | Tommi Vaiho              |
| 35 | Svezia (bandiera)      | P     | Jacob Widell Zetterström |

## Risultati

### Allsvenskan

#### Girone di andata
| Arbitro: | Adam Ladebäck |

|  |           |                        |
|  | Marcatori | 12’ Witry 57’ Chilufya |

| Arbitro: | Mohammed Al-Hakim |

|               |           |  |
| Radetinac 78’ | Marcatori |  |

| Arbitro: | Fredrik Klitte |

|              |           |                                     |
| Stanisic 43’ | Marcatori | 20’ Finndell 30’ Witry 81’ Bärkroth |

| Arbitro: | Bojan Pandžić |

|                                     |           |           |
| Bärkroth 31’ Witry 67’ Bärkroth 70’ | Marcatori | 77’ Nalić |

| Arbitro: | Mohammed Al-Hakim |

|                               |           |  |
| Edvardsen 85’ Edvardsen 90+2’ | Marcatori |  |

| Kalmar 12 maggio 2021, ore 18:30 6ª giornata | Kalmar              | 0 – 0 referto | Djurgården | Guldfågeln Arena (8 spett.)\| Arbitro: \| Kristoffer Karlsson \| |
| Arbitro:                                     | Kristoffer Karlsson |               |            |                                                                  |

| Arbitro: | Kristoffer Karlsson |

|                           |           |                             |
| Ludwigson 48’ Selmani 80’ | Marcatori | 45+4’ Holmberg 57’ Finndell |

| Stoccolma 23 maggio 2021, ore 17:30 8ª giornata | Djurgården   | 0 – 0 referto | IFK Göteborg | Tele2 Arena (8 spett.)\| Arbitro: \| Glenn Nyberg \| |
| Arbitro:                                        | Glenn Nyberg |               |              |                                                      |

| Arbitro: | Granit Maqedonci |

|                                         |           |  |
| Witry 15’ (rig.) Eriksson 66’ Banda 88’ | Marcatori |  |

| Halmstad 12 luglio 2021, ore 19:00 10ª giornata | Halmstad       | 0 – 0 referto | Djurgården | Örjans Vall (1 322 spett.)\| Arbitro: \| Andreas Ekberg \| |
| Arbitro:                                        | Andreas Ekberg |               |            |                                                            |

| Arbitro: | Fredrik Klitte |

|                                                                  |           |             |
| Une Larsson 22’ Finndell 26’ Eriksson 28’ Chilufya 40’ Banda 75’ | Marcatori | 72’ Kouakou |

| Kalmar 25 luglio 2021, ore 15:00 12ª giornata | Kalmar         | 0 – 1 referto | Djurgården | Guldfågeln Arena (4 163 spett.)\| Arbitro: \| Kaspar Sjöberg \| |
| Arbitro:                                      | Kaspar Sjöberg |               |            |                                                                 |

| Arbitro: | Glenn Nyberg |

|                                     |           |                  |
| Carlsson 48’ (aut.) Une Larsson 63’ | Marcatori | 57’ (aut.) Witry |

| Arbitro: | Mohammed Al-Hakim |

|               |           |                                                    |
| Radetinac 29’ | Marcatori | 8’ Goitom 50’ Larsson 69’ Stefanelli 80’ Milošević |

| Arbitro: | Adam Ladebäck |

|  |           |              |
|  | Marcatori | 45’ Bärkroth |

#### Girone di ritorno
| Stoccolma 23 agosto 2021, ore 19:00 16ª giornata | Djurgården  | 0 – 0 referto | Mjällby | Tele2 Arena (8 536 spett.)\| Arbitro: \| Victor Wolf \| |
| Arbitro:                                         | Victor Wolf |               |         |                                                         |

| Arbitro: | Kaspar Sjöberg |

|            |           |  |
| Zeidan 70’ | Marcatori |  |

| Arbitro: | Victor Wolf |

|                                               |           |               |
| Eriksson 30’ Ekdal 39’ Asoro 42’ Chilufya 74’ | Marcatori | 19’ Ludwigson |

| Arbitro: | Mohammed Al-Hakim |

|                  |           |           |
| Čolak 16’ (rig.) | Marcatori | 80’ Ekdal |

| Arbitro: | Granit Maqedonci |

|                                      |           |                       |
| Ekdal 13’ Eriksson 38’ Radetinac 74’ | Marcatori | 53’ Đurđić 71’ Đurđić |

| Arbitro: | Kaspar Sjöberg |

|  |           |                                        |
|  | Marcatori | 13’ Une Larsson 32’ Chilufya 40’ Asoro |

| Arbitro: | Glenn Nyberg |

|                  |           |  |
| Stefanelli 45+2’ | Marcatori |  |

| Arbitro: | Mohammed Al-Hakim |

|  |           |                            |
|  | Marcatori | 20’ Olsson 50’ Alm 77’ Alm |

| Arbitro: | Bojan Pandžić |

|                                  |           |                         |
| Chilufya 14’ Ekdal 23’ Banda 35’ | Marcatori | 49’ J. Ring 60’ Jansson |

| Arbitro: | Kaspar Sjöberg |

|                                  |           |  |
| Erlingmark 20’ Berg 50’ Sana 52’ | Marcatori |  |

| Arbitro: | Fredrik Klitte |

|  |           |             |
|  | Marcatori | 45+1’ Banda |

| Arbitro: | Glenn Nyberg |

|              |           |  |
| Chilufya 73’ | Marcatori |  |

| Arbitro: | Mohammed Al-Hakim |

|               |           |              |
| Adegbenro 45’ | Marcatori | 19’ Holmberg |

| Arbitro: | Fredrik Klitte |

|                          |           |                                  |
| Chilufya 48’ Asoro 90+3’ | Marcatori | 33’ Johansson 55’ Moon 61’ Winbo |

| Arbitro: | Andreas Ekberg |

|  |           |              |
|  | Marcatori | 12’ Eriksson |

### Svenska Cupen 2020-2021

#### Gruppo 4
| Arbitro: | Adam Ladebäck |

|           |           |  |
| Witry 21’ | Marcatori |  |

| Arbitro: | Tess Olofsson |

|                                                                                          |           |  |
| Witry 25’ Edwards 28’ Une Larsson 31’ Chilufya 55’ Chilufya 59’ Kujović 81’ Chilufya 90’ | Marcatori |  |

| Arbitro: | Joakim Östling |

|                                                    |           |                |
| Chilufya 1’ Holmberg 10’ Chilufya 19’ Holmberg 64’ | Marcatori | 42’ Gustafsson |

#### Fase finale
| Arbitro: | Glenn Nyberg |

|                                        |           |  |
| Holmberg 15’ Chilufya 52’ Bärkroth 70’ | Marcatori |  |

| Arbitro: | Fredrik Klitte |

|  |           |              |
|  | Marcatori | 42’ Ouattara |

### Svenska Cupen 2021-2022
| Arbitro: | Jovan Krsmanovic |

|  |           |                                         |
|  | Marcatori | 17’ Ademi 22’ Ekdal 39’ Ekdal 58’ Ademi |